# Замостеа (Сучава)
Замостеа (рум. Zamostea) насеље је у Румунији у округу Сучава у општини Замостеа. Oпштина се налази на надморској висини од 296 m.

## Становништво
Према подацима из 2002. године у насељу је живело 3190 становника, од којих су сви румунске националности.

### Хронологија
| Година       | 1992 | 1993 | 1994 | 1995 | 1996 | 1997 | 1998 | 1999 | 2000 | 2001 | 2002 | 2003 | 2004 | 2005 | 2006 | 2007 | 2008 | 2009 | 2010 | 2011 | 2012 | 2013 | 2014 | 2015 | 2016 | 2017 |
| ------------ | ---- | ---- | ---- | ---- | ---- | ---- | ---- | ---- | ---- | ---- | ---- | ---- | ---- | ---- | ---- | ---- | ---- | ---- | ---- | ---- | ---- | ---- | ---- | ---- | ---- | ---- |
| Становништво | 3475 | 3415 | 3380 | 3353 | 3364 | 3348 | 3338 | 3345 | 3353 | 3360 | 3337 | 3310 | 3285 | 3277 | 3241 | 3241 | 3252 | 3240 | 3218 | 3193 | 3176 | 3155 | 3137 | 3123 | 3112 | 3120 |